# Юрій Рогатинець
Ю́рій Кузьмич Рогатинець (1555, Рогатин — 1608/1609, Львів) — заможний львівський міщанин, ремісник-сідляр, провідний діяч Львівського Успенського братства (разом з братом Іваном був його першим старійшиною), оборонець православ'я.

## Біографія
Народився 1555 року в галицькому містечку Рогатин (Руське воєводство, Королівство Польське, нині райцентр Івано-Франківської області, Україна). Син Кузьми, спадкового сідляра, який мав середні статки.
У рідному місті здобув початкову освіту. Довгий час мешкав у Рогатині, успадкував справу батька. Наприкінці 1570-х років разом з родиною перебрався до Львова. У грудні 1579 року придбав будинок на львівському передмісті Збоїща. Напочатку 1580-х років намагався вступити до цеху сідлярів, проте марно, оскільки був українцем і православним. Незабаром разом з братом винайшов подвійне сідло (пізніш воно отримало назву козацького). За цей винятковий винахід майстри цеху сідлярів як виняток запросили Юрія Рогатинця та його брата до свого цеху, поставивши умову не брати в учні осіб православної віри. Навіть вступивши до цеху, до самої смерті боровся у судах за скасування цієї вимоги.
У 1585 році разом з І. Красовським сприяли відкриттю школи при Успенській церкві, склавши шкільний статут. Разом з братом Іваном та Іваном Красовським був розробником статуту Львівського Успенського братства 1586 року. За сприяння Юрія та його брата Івана було викуплено друкарське обладнання Івана Федорова, заставлене ним у лихваря Ізраеля Якубовича за 1500 злотих. Втім, проти братства виступив львівський єпископ Гедеон Балабан, наклав церковне відлучення на Юрія Рогатинця та на інших фундаторів братства. Наприкінці жовтня 1587 році рідний брат єпископа Василь Балабан разом зі слугами побили Ю. Рогатинця. У відповідь останній звернувся до ґродського суду.
У серпні 1588 Гедеон Балабан викликав Юрія Рогатинця та інших засновників братства на духовний суд до Вільно. Братчики звернулися по захист до константинопольського патріарха Єремії II, який зняв відлучення з Рогатинців. Того ж року отримав міське право. У 1591 році Юрій Рогатинець разом з братом переселився на вулицю Руську, придбавши Богданівську кам'яницю у Ганни Сумової за 1300 злотих.
1592 року разом з С. Зизанієм прибув до Вільно, де займався викладацькою і просвітницькою діяльністю у місцевій братській школі до 1595 року. 1596 році брав участь у Берестейському соборі, де відстоював антиуніатську позицію Львівського братства. 1601 року разом з братом придбав 2 будинки з городами біля церков Св. Миколая і Св. Федора у подружжя Шмухлерів та Христофора Конвіцького відповідно.
Був у добрих взаєминах із князем Костянтином-Василем Острозьким і з київським греко-католицьким митрополитом Іпатієм Потієм. У листах до львівського (1596) і віленського (1599) братств радив поміркованість у релігійній боротьбі. У 1602 році Юрій Рогатинець з іншими засновниками братства замирилися з Гедеоном Балабаном.
1603 році на особистому ґрунті (образив родича) погиркався з Іваном Красовським. 1604 року проти Юрія Рогатинця, як багатія, виступав Іван Вишенський у творі «Послання до Домнікії». Одного разу відбував покарання від Львівського братства (сидів у Вежі Корнякта).
Деякі з дослідників, зокрема Іван Франко та Микола Василенко, приписували Ю. Рогатинцю авторство «Перестороги».

## Родина
Одружився з рогатинською міщанкою на ім'я Ганна. З дружиною мали єдину дитину: доньку, яка стала дружиною учня батька — Василя Олечкевича з Дрогобича.